# Ксенофонтов Олександр Костянтинович
Олександр Костянтинович Ксенофо́нтов (нар. 14 квітня 1968; Львів, Україна) — український рок-музикант і музичний продюсер.
Менеджер, продюсер, чоловік української співачки Руслани, співавтор її музики та текстів пісень. Заслужений діяч мистецтв України, нагороджений за перемогу Руслани на «Євробаченні».

## Біографія
Навчався на фізичному факультеті Львівського Національного університету ім. Івана Франка, підробляв співом в хорі Львівського оперного театру. 
У 1989⁣ — ⁣1993 — фронтмен і вокаліст львівського артрок гурту «Клуб шанувальників чаю» (Tea Fan Club, TFC). У складі гурту був учасником фестивалю «Інтершанс» і «Червона Рута 1991».
1990 — був членом Студентського Братства, разом з гуртом сприяв «братчикам» у проведенні голодування в Києві.
Згодом гурт TFC розпався. Кожен з учасників займається своєю улюбленою справою, музикою, один став продюсером (Ксенофонтов), другий — відомим гітаристом у США (Влад Дебрянський), а третій пише власну музику (Олег Сук «Джон»). Але у 2009 році на відстані десятків тисяч кілометрів між Києвом, Львовом і Лос-Анджелесом відбулося віртуальне відродження «Клубу шанувальників чаю», яке музиканти назвали триб'ютом. 
Олександр — директор і власник львівського агентства «Люксен», директор телерадіокомпанії «Інтерзахід», директор і власник разом з дружиною (53% / 46%) львівського ТзОВ «ТРК “Говерла”» (код ЄДРПОУ: 30822761)

### Особисте життя
Одружений з українською співачкою Русланою Лижичко з 28 грудня 1995 року.

## Кліпи
- «Give me a scream» (Дай мені крик) [Архівовано 22 березня 2020 у Wayback Machine.]
- «This Is My Life» (Flashtronica remix) [Архівовано 27 березня 2016 у Wayback Machine.]

## Ресурси Інтернет
Історія «Клубу Шанувальників Чаю» // Tea Fan Club